# Cala Boix
Cala Boix —o cala de Boix— és una cala no urbanitzada amb una platja de l'illa d'Eivissa situada a la zona nord del terme municipal de Santa Eulària des Riu. Es troba a una badia oberta, relativament resguarda del vent pel cap de Campanitx, al peu d'un talús del conjunt muntanyós format per calcàries aptianes del nord-est de l'illa. L'entrant té forma de rectangle amb d'entre 100 i 160 metres de longitud i una amplària d'entre 15 i 18 metres, que presenta sorra molt fina i fosca, l'única d'aquest color a tota l'illa.